# Устье (Якутия)
Устье (якут. Уустуйа) — село в Сунтарском улусе Республики Саха (Якутия) России. Административный центр и единственный населённый пункт Устьинского наслега.

## География
Село находится в юго-западной части Якутии, на правом берегу реки Вилюй, вблизи места впадения в неё реки Кемпендяй, на расстоянии примерно 2 километров (по прямой) к востоку от села Сунтар, административного центра улуса. Абсолютная высота — 137 метров над уровнем моря.
Климат
Климат характеризуется как резко континентальный. Средняя температура воздуха самого тёплого месяца (июля) составляет 17-18 °C; самого холодного (января) — −34 − −50 °C. Среднегодовое количество атмосферных осадков составляет 250—300 мм.
Часовой пояс
Село Устье находится в часовой зоне МСК+6. Смещение применяемого времени относительно UTC составляет +9:00.

## Население
| 2002 | 2011 | 2012 | 2013 | 2014 | 2015 | 2016 |
| ---- | ---- | ---- | ---- | ---- | ---- | ---- |
| 406  | ↘337 | ↘332 | ↗344 | ↘333 | ↘331 | ↘329 |
| 2017 | 2018 | 2019 | 2020 | 2021 |      |      |
| ↘317 | ↘300 | ↗301 | ↗305 | ↗311 |      |      |

Половой состав
По данным Всероссийской переписи населения 2010 года в гендерной структуре населения мужчины составляли 48,4 %, женщины — соответственно 51,6 %.
Национальный состав
Согласно результатам переписи 2002 года, в национальной структуре населения якуты составляли 65 % из 406 чел.